# Dicranella fitz-geraldii
Dicranella fitz-geraldii är en bladmossart som beskrevs av Ferdinand François Gabriel Renauld och Jules Cardot 1888. Dicranella fitz-geraldii ingår i släktet jordmossor, och familjen Dicranaceae. Inga underarter finns listade i Catalogue of Life.